# Dacus diastatus
Dacus diastatus är en tvåvingeart som beskrevs av Munro 1984. Dacus diastatus ingår i släktet Dacus och familjen borrflugor. Inga underarter finns listade i Catalogue of Life.